# ナイキ・リクルート
ナイキ・リクルート（英: Nike Recruit）はアメリカ合衆国の2段式テストロケット。ナイキロケットをブースターステージとして使用している。
1956年から1961年にかけて大気圏再突入機の熱伝導試験やマーキュリーモジュール試験飛行などに6回使用された。

## データ
- 総重量: 1,100 kg
- 全長: 8.00 m
- 直径: 0.42 m
- 推力: 217.00 kN
- 高度: 5.00 km
- 初使用: 1956-10-05
- 最終使用: 1961-04-07
- 発射回数: 6